# Critics' Choice Awards de 2019
O 24.º Critics' Choice Movie Awards (no original, em inglês, 24th Critics' Choice Awards) foi a 24.ª edição organizada pela associação de críticos de cinema dos Estados Unidos e Canadá Broadcast Film Critics Association para honrar os melhores profissionais e obras de cinema de de 2018.
As nomeações foram publicadas em 10 de dezembro de 2018. The Favourite foi o filme mais indicado, contando com 14 nomeações.
A cerimônia ocorreu em 13 de janeiro de 2019, no Banker Hangar do Santa Monica Airport, na Califórnia.

## Vencedores e nomeados
| Melhor Filme - Roma - Black Panther - BlacKkKlansman - The Favourite - First Man - Green Book - If Beale Street Could Talk - Mary Poppins Returns - A Star Is Born - Vice | Melhor Diretor - Alfonso Cuarón – Roma - Damien Chazelle – First Man - Bradley Cooper – A Star Is Born - Peter Farrelly – Green Book - Yorgos Lanthimos – The Favourite - Spike Lee – BlacKkKlansman - Adam McKay – Vice |
| Melhor Ator - Christian Bale – Vice como Dick Cheney - Bradley Cooper – A Star Is Born como Jackson Maine - Willem Dafoe – At Eternity's Gate como Vincent van Gogh - Ryan Gosling – First Man como Neil Armstrong - Ethan Hawke – First Reformed como Reverend Ernst Toller - Rami Malek – Bohemian Rhapsody como Freddie Mercury - Viggo Mortensen – Green Book como Frank "Tony Lip" Vallelonga | Melhor Atriz - Glenn Close – The Wife como Joan Castleman - Lady Gaga – A Star Is Born como Ally Maine - Yalitza Aparicio – Roma como Cleodegaria "Cleo" Gutiérrez - Emily Blunt – Mary Poppins Returns como Mary Poppins - Toni Collette – Hereditary como Annie Graham - Olivia Colman – The Favourite como Queen Anne - Melissa McCarthy – Can You Ever Forgive Me? como Lee Israel |
| Melhor Ator Coadjuvante - Mahershala Ali – Green Book como Don Shirley - Timothée Chalamet – Beautiful Boy como Nic Sheff - Adam Driver – BlacKkKlansman como Flip Zimmerman - Sam Elliott – A Star Is Born como Bobby Maine - Richard E. Grant – Can You Ever Forgive Me? como Jack Hock - Michael B. Jordan – Black Panther como N'Jadaka / Erik "Killmonger" Stevens                            | Melhor Atriz Coadjuvante - Regina King – If Beale Street Could Talk como Sharon Rivers - Amy Adams – Vice como Lynne Cheney - Claire Foy – First Man como Janet Shearon Armstrong - Nicole Kidman – Boy Erased como Nancy Eamons - Emma Stone – The Favourite como Abigail Hill - Rachel Weisz – The Favourite como Sarah Churchill                                                    |
| Melhor Ator ou Atriz Jovem - Elsie Fisher – Eighth Grade como Kayla Day - Thomasin McKenzie – Leave No Trace como Tom - Ed Oxenbould – Wildlife como Joe Brinson - Millicent Simmonds – A Quiet Place como Regan Abbott - Amandla Stenberg – The Hate U Give como Starr Carter - Sunny Suljic – Mid90s como Stevie                                                                                 | Melhor Elenco - The Favourite - Black Panther - Crazy Rich Asians - Vice - Widows |
| Melhor Roteiro Original - Paul Schrader – First Reformed - Bo Burnham – Eighth Grade - Alfonso Cuarón – Roma - Deborah Davis e Tony McNamara – The Favourite - Adam McKay – Vice - Nick Vallelonga, Brian Hayes Currie e Peter Farrelly – Green Book - Bryan Woods, Scott Beck e John Krasinski – A Quiet Place                                                                                    | Melhor Roteiro Adaptado - Barry Jenkins – If Beale Street Could Talk - Ryan Coogler e Joe Robert Cole – Black Panther - Nicole Holofcener e Jeff Whitty – Can You Ever Forgive Me? - Eric Roth, Bradley Cooper e Will Fetters – A Star Is Born - Josh Singer – First Man - Charlie Wachtel, David Rabinowitz, Kevin Willmott e Spike Lee – BlacKkKlansman                              |
| Melhor Cinematografia - Alfonso Cuarón – Roma - James Laxton – If Beale Street Could Talk - Matthew Libatique – A Star Is Born - Rachel Morrison – Black Panther - Robbie Ryan – The Favourite - Linus Sandgren – First Man | Melhor Direção de Arte - Hannah Beachler e Jay Hart – Black Panther - Eugenio Caballero e Barbara Enriquez – Roma - Nelson Coates e Andrew Baseman – Crazy Rich Asians - Fiona Crombie e Alice Felton – The Favourite - Nathan Crowley e Kathy Luccomo – First Man - John Myhre e Gordon Sim – Mary Poppins Returns                                                                    |
| Melhor Edição - Tom Cross – First Man - Jay Cassidy – A Star Is Born - Hank Corwin – Vice - Alfonso Cuarón e Adam Gough – Roma - Yorgos Mavropsaridis – The Favourite - Joe Walker – Widows | Melhor Figurino - Ruth E. Carter – Black Panther - Alexandra Byrne – Mary Queen of Scots - Julian Day – Bohemian Rhapsody - Sandy Powell – The Favourite - Sandy Powell – Mary Poppins Returns |
| Melhor Cabelo e Maquiagem - Vice - Black Panther - Bohemian Rhapsody - The Favourite - Mary Queen of Scots - Suspiria | Melhores Efeitos Visuais - Black Panther - Avengers: Infinity War - First Man - Mary Poppins Returns - Mission: Impossible – Fallout - Ready Player One |
| Melhor Filme de Animação - Spider-Man: Into the Spider-Verse - The Grinch - Incredibles 2 - Isle of Dogs - Mirai no Mirai - Ralph Breaks the Internet | Melhor Filme de Ação - Mission: Impossible – Fallout - Avengers: Infinity War - Black Panther - Deadpool 2 - Ready Player One - Widows |
| Melhor Filme de Ficção Científica ou Terror - A Quiet Place - Annihilation - Halloween - Hereditary - Suspiria | Melhor Filme de Comédia - Crazy Rich Asians - Deadpool 2 - The Death of Stalin - The Favourite - Game Night - Sorry to Bother You |
| Melhor Ator em Filme de Comédia - Christian Bale – Vice como Dick Cheney - Jason Bateman – Game Night como Max Davis - Viggo Mortensen – Green Book como Frank "Tony Lip" Vallelonga - John C. Reilly – Stan & Ollie como Oliver "Ollie" Hardy - Ryan Reynolds – Deadpool 2 como Wade Wilson / Deadpool - Lakeith Stanfield – Sorry to Bother You como Cassius "Cash" Green                        | Melhor Atriz em Filme de Comédia - Olivia Colman – The Favourite como Queen Anne - Emily Blunt – Mary Poppins Returns como Mary Poppins - Elsie Fisher – Eighth Grade como Kayla Day - Rachel McAdams – Game Night como Annie Davis - Charlize Theron – Tully como Marlo Moreau - Constance Wu – Crazy Rich Asians como Rachel Chu                                                     |
| Melhor Trilha Sonora - Justin Hurwitz – First Man - Kris Bowers – Green Book - Nicholas Britell – If Beale Street Could Talk - Alexandre Desplat – Isle of Dogs - Ludwig Göransson – Black Panther - Marc Shaiman – Mary Poppins Returns | Melhor Canção - "Shallow" – A Star Is Born - "All the Stars" – Black Panther - "Girl in the Movies" – Dumplin' - "I'll Fight" – RBG - "The Place Where Lost Things Go" – Mary Poppins Returns - "Trip a Little Light Fantastic" – Mary Poppins Returns |
| Melhor Filme Estrangeiro - Roma ( México) - Burning ( Coreia do Sul) - Capernaum ( Líbano) - Zimna wojna ( Polónia) - Manbiki Kazoku ( Japão) | |

### Filmes com múltiplas nomeações
| Nomeações | Filme                         |
| --------- | ----------------------------- |
| 14        | The Favourite                 |
| 12        | Black Panther                 |
| 10        | First Man                     |
| 9         | Mary Poppins Returns          |
| 9         | A Star Is Born                |
| 9         | Vice                          |
| 8         | Roma                          |
| 7         | Green Book                    |
| 5         | If Beale Street Could Talk    |
| 4         | BlacKkKlansman                |
| 4         | Crazy Rich Asians             |
| 3         | Bohemian Rhapsody             |
| 3         | Can You Ever Forgive Me?      |
| 3         | Deadpool 2                    |
| 3         | Eighth Grade                  |
| 3         | Game Night                    |
| 3         | A Quiet Place                 |
| 3         | Widows                        |
| 2         | Avengers: Infinity War        |
| 2         | First Reformed                |
| 2         | Hereditary                    |
| 2         | Isle of Dogs                  |
| 2         | Mary Queen of Scots           |
| 2         | Mission: Impossible – Fallout |
| 2         | Ready Player One              |
| 2         | Sorry to Bother You           |
| 2         | Suspiria                      |